# Javier Jattin
Javier Jattin (Barranquilla, 24 de abril de 1983) é um ator, modelo e apresentador colombiano, com carreira na Colômbia e no México.

## Biografia
Em 2010 debuta como protagonista na novela Chepe Fortuna, ao lado de Taliana Vargas.
Estreou na Televisa em 2012 na telenovela La mujer del vendaval. Em 2013 protagoniza a telessérie Las trampas del deseo, ao lado de Marimar Veiga.
Já em 2015 interpretou um dos vilões da novela La vecina, atuando ao lado de Esmeralda Pimentel, Juan Diego Covarrubias e Natalia Guerrero.

## Carreira

### Televisão
- Imperio de mentiras (2020-2021) - Fabricio Serrano
- La vecina (2015) - Eliseo "Cheo" González
- Hasta el fin del mundo (2014-2015) - Paolo Elizondo
- El color de la pasión (2014) - Román Andrade
- Las trampas del deseo (2013-2014) - Darío  Alvarado Jáuregui
- La mujer del vendaval  (2012-2013) - Camilo Preciado
- Casa de reinas  (2012) - Chepe Fortuna
- Primera dama  (2011-2012) - Mariano Zamora
- Chepe Fortuna (2010-2011) - José "Chepe Fortuna"
- Niños Ricos, Pobres Padres  (2009-2010) - Matías Quintana
- El penúltimo beso  (2008)- Kike
- Tu voz estéreo (2007) 1 episodio

### Teatro
- A la orilla del río (2014-2015)

### Apresentador
- Vuelese si puede City TV
- Premios TvyNovelas 2012 Com Alejandra Azcárate

## Prêmios e indicações

### Premios TVyNovelas
| Ano  | Categoria                              | Telenovela ou Série | Resultado |
| ---- | -------------------------------------- | ------------------- | --------- |
| 2012 | Melhor ator de reparto de telenovela   | Primera dama        | Nomeado   |
| 2011 | Melhor ator protagonista de telenovela | Chepe Fortuna       | Ganhador  |

### Outros Premios
- Sol de Oro (Círculo Nacional de Periodistas A.C. (CINPE)) México a melhor ator estrangeiro por La mujer del vendaval.